# Opalanki
Opalanki [pronunciación en polaco: /ɔpaˈlaŋki/] es un pueblo ubicado en el distrito administrativo de Gmina Ozorków, dentro del condado de Zgierz, Voivodato de Łódź, y en el centro de Polonia. Se encuentra a unos 3 kilómetros al este de Ozorków, a 16 kilómetros al noroeste de Zgierz, y a 24 kilómetros al noroeste de la capital regional Łódź.
El pueblo tiene una población de 50 habitantes.